# Lathyrus odoratus
Lathyrus odoratus L. ,  guisante de olor o arvejilla  es una singular especie de guisante, esa planta herbácea de naturaleza trepadora, planta anual.  Es nativa del este de la región mediterránea desde Sicilia al este de Creta. 

## Descripción
Crece trepando hasta 1-2 m de altura. 
Hojas ovaladas, pinnadas con dos foliolos y un zarcillo terminal, que se va enroscando en plantas soportes; verde intensas, flores perfumadas y se presentan solitarias, 2-3,5 cm de ancho, púrpuras en la planta silvestre, más grande y muy variable en color en los muchos cultivares.
Al contrario de otras especies, sus semillas son tóxicas, tienen una neurotoxina, y debe evitarse su ingestión. La enfermedad causada por su ingestión se conoce como odoratismo, o latirismo. 

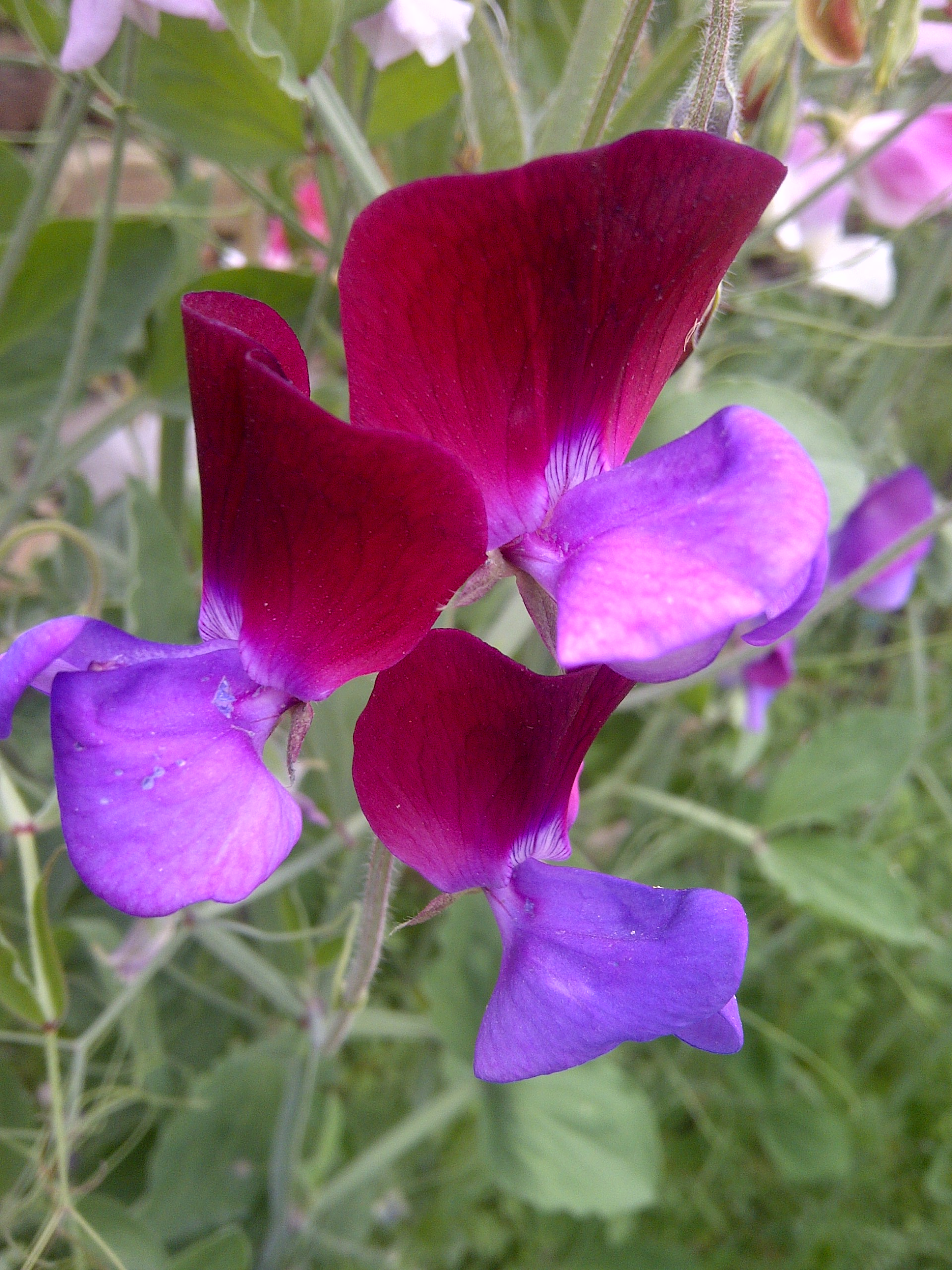
Lathyrus odoratus

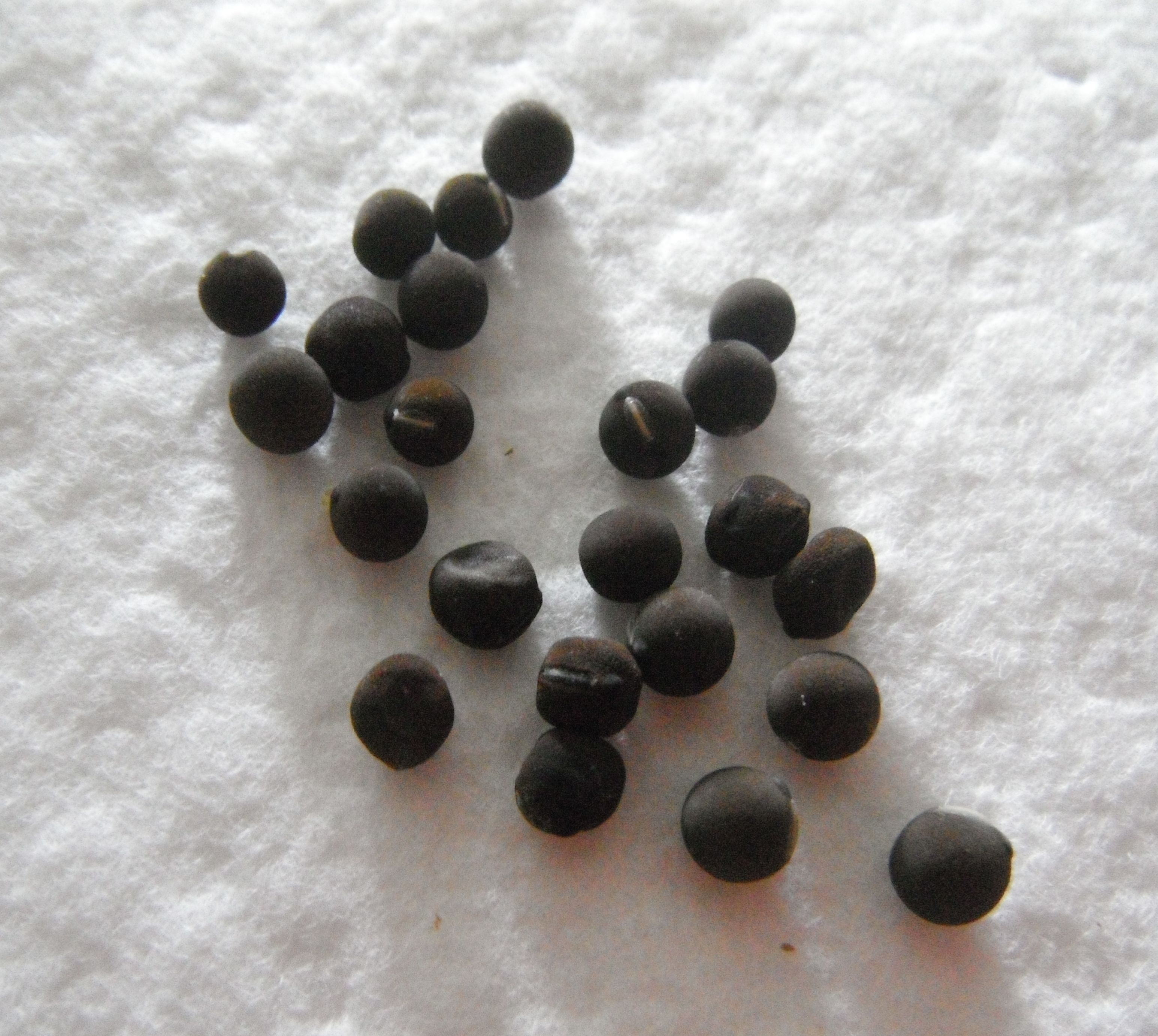
Semillas de guisante de olor

## Taxonomía
Lathyrus odoratus fue descrito por Carlos Linneo y publicado en Species Plantarum 2: 732. 1753.
Citología
Número de cromosomas de Lathyrus odoratus (Fam. Leguminosae) y taxones infraespecíficos: 2n=14
Etimología
Lathyrus: nombre genérico derivado del griego que se refiere a un antiguo nombre del «guisante».
odoratus: epíteto latíno que significa «oloroso»

## Nombres comunes
- Castellano:  caracoles, caracolillo de olor (3), caracolillos, caracolillos de olor, chicharito de olor, chicharro de olor, chícharo de olor, clarín, gayomba de Indias, guisante de olor (6), guisante dulce, guisantes de olor, látiro.(el número entre paréntesis indica las especies que tienen el mismo nombre en España)[6]